# Newfoundlandponny
Newfoundlandponnyn är en typ av ponny som lever på ön Newfoundland i Atlanten, 15 km från Kanadas ostkust. Newfoundlandponnyn har främst utvecklats från hästar som importerades från Storbritannien och användes förr som arbetshäst i lättare jordbruk och för transporter. Idag finns färre än 400 newfoundlandponnyer kvar och de är därför kritiskt utrotningshotade. 

## Historia
Newfoundlandponnyn har tillkommit naturligt i vilt tillstånd på Newfoundland under århundraden från olika ponnyraser som kommit till ön från Storbritannien och Irland. Hästarna fördes till ön med brittiska nybyggare under 1600- och 1700-talet. De största influenserna anses vara welshponny, New Forest-ponny och den numera utdöda gallowayponnyn, men även raser som connemaraponny, dartmoorponny och fellponny har ingått i framväxten av newfoundlandponnyn. De brittiska ponnyraserna var härdade av det tuffa brittiska klimatet och anpassade sig snabbt till det bistra klimatet på Newfoundland. 
När Newfoundland så småningom befolkades mer ökade intresset för ponnyerna och de användes som arbetshästar inom jordbruket eller för att transportera trä, hö och fisknät till hamnarna. De användes även som körhästar och i mindre utsträckning som ridhästar. Under mekaniseringen av jordbruken minskade dock efterfrågan och aveln på ponnyerna. Under 1970-talet räknades beståndet till lite över 12 000 hästar, men antalet sjönk dramatiskt till bara cirka 100 hästar under 1980-talet. Orsaken var inte bara mekaniseringen av jordbruken utan även lagar som hade klubbats igenom i Kanada som både försvårade uppfödningen av hästar och minskade betesområdena på ön. Ägare till hästarna uppmuntrades även på olika sätt att kastrera sina hingstar och flera tusen hästar såldes till slakterier i Québec, varifrån köttet skickades till Belgien och Frankrike för att hjälpa de svårt krigshärjade länderna i Europa efter andra världskrigets slut. 
Först 1997 påbörjade man ett program för att rädda rasen som betraktades som ett naturligt arv på Newfoundland. En lag förbjöd bland annat ägare och uppfödare att exportera ponnyerna från ön utan tillåtelse och det blev helt förbjudet att sälja till slakt. Uppfödarna fick enbart sälja till andra uppfödare eller privatpersoner. "The Newfoundland Pony Society" startades för att göra reklam för rasen och registrera de hästar som föddes upp. 
Idag finns cirka 400 hästar av rasen och den är därför fortfarande kritiskt utrotningshotad. Newfoundlandponnyn har dock ännu inte fått status som en egen ras utan räknas mest som en typ och används idag främst som ridponnyer till barn och inom ridskolor.

## Egenskaper
Newfoundlandponnyn var förr känd som en riktig allroundponny som hade en rad egenskaper som var efterfrågade bland bönderna. De var uthålliga, säkra på foten, sunda och villiga att arbeta. Ponnyerna var även lätthanterliga och billiga i drift. Idag läggs stor vikt vid att ponnyerna fortfarande besitter dessa egenskaper. Ponnyerna har ett stabilt och lugnt temperament och duger utmärkt som ridponnyer för barn. 
Exteriören kan däremot variera väldigt kraftigt mellan de olika individerna. En del ponnyer är små med kraftig, robust kropp medan andra är större med slankare linjer. Detta beror till stor del på att rasen inte har en strikt standard medan de håller på att räddas från utrotning. Som enda standard för rasen säger stamböckerna att ponnyerna inte får bli under 115 cm och inte över 145 cm i mankhöjd för att kunna registreras och stambokföras. 
Ponnyerna besitter även en ofta väldigt tydlig ponnykaraktär med ett något tungt och stort huvud med platt eller lätt utåtbuktande nosprofil. Benen är ofta något korta i jämförelser med kroppen. Alla färger utom skäck är tillåtna hos Newfoundlandponnyn, men brun är den absolut vanligaste färgen. Under vintern blir pälsen tjock och lång och kan ibland skifta i ton mellan årstiderna. En del ponnyer har även hovskägg. Man och svans är tjocka med kraftigt tagel och hästarnas hovar är stenhårda och tåliga.